# MP 40
MP-40 (MP là 2 chữ viết tắt của cụm từ "Maschinenpistole", nghĩa là súng tiểu liên) là loại súng tiểu liên được quân đội Đức Quốc xã sử dụng rộng rãi trong suốt Thế chiến thứ Hai. Sau này, nó còn được rất nhiều các lực lượng vũ trang khác sử dụng trong suốt Chiến tranh Lạnh dưới dạng viện trợ quân sự.
Được thiết kế vào năm 1938 bởi Heinrich Vollmer, MP-40 được sử dụng rộng rãi  bởi bộ binh, lính dù, lính thiết giáp, sơn cước,... của Đức Quốc xã ở cả 2 mặt trận là Mặt trận phía Đông và Mặt trận phía Tây trong Thế chiến 2. Nó thường được phe Đồng minh gọi là "Schmeisser", theo tên của Hugo Schmeisser, người thiết kế MP-18, mặc dù ông không tham gia vào việc thiết kế hoặc sản xuất MP-40.

## Phát triển
Maschinenpistole 40 ("Súng lục liên thanh 40") có nguồn gốc từ người tiền nhiệm MP-38, lần lượt dựa trên MP-36, một nguyên mẫu được làm bằng thép gia công. MP-36 được phát triển độc lập bởi Berthold Geipel của Erma Werke, với sự tài trợ của Quân đội Đức. Súng lấy các yếu tố thiết kế từ VPM 1930 và EMP của Heinrich Vollmer. Sau đó, Vollmer làm việc trên khẩu MP 36 của Berthold Geipel và vào năm 1938 đã gửi một mẫu thử nghiệm để trả lời yêu cầu từ Heereswaffenamt (Văn phòng Vũ khí Quân đội) về một khẩu súng tiểu liên mới, được thông qua là MP-38. MP-38 là phiên bản đơn giản hóa của MP-36, còn MP-40 là phiên bản đơn giản hóa của MP-38, với những thay đổi trong sản xuất nhằm tiết kiệm chi phí và đẩy mạnh sản lượng, đáng chú ý nhất là việc chuyển từ sử dụng thép gia công sang sử dụng thép dập và hàn điểm.
MP-40 thường được phe Đồng minh gọi là "Schmeisser", theo tên của nhà thiết kế vũ khí Hugo Schmeisser. Schmeisser đã thiết kế khẩu MP-18. Đây là khẩu súng tiểu liên đầu tiên được sản xuất hàng loạt. Tuy nhiên, ông không liên quan gì đến việc thiết kế hoặc phát triển MP-40, mặc dù ông đã có bằng sáng chế trên tạp chí.

## Thiết kế
MP-40 là loại súng tiểu liên hoàn toàn tự động, hoạt động theo nguyên tắc nạp đạn bằng phản lực bắn, với thiết kế được làm hoàn toàn bằng kim loại cùng báng gấp khá đẹp và gọn gàng.
Tuy vậy, khẩu MP-40 vẫn có những điểm yếu ở băng đạn 32 viên của nó. Nó có kiểu thiết kế lò xo đẩy đạn theo hàng một chứ không phải đẩy 2 hàng so le từ hộp tiếp đạn lên nòng súng (như khẩu Thompson của Mỹ), điều này gây ra ma sát khá lớn giữa các viên đạn trong băng, khiến băng đạn dễ bị kẹt hơn, đặc biệt là khi bị ngâm bùn hoặc bị đất cát lọt vào. Một nhược điểm thường thấy nữa là khóa giữ hộp đạn của súng khá yếu, nên khi bắn thì băng đạn dễ bị tuột ra khỏi súng, hoặc súng bị kẹt đạn do mấu hộp đạn dịch chuyển ra khỏi đường tiếp đạn của khóa nòng. Trong chiến đấu thì cả 2 nhược điểm này đều đặc biệt nguy hiểm. Lính Đức phải được huấn luyện giữ hộp tiếp đạn của súng khi đang bắn một cách rất tỉ mỉ và cẩn thận. 
Vào mùa đông, khi nhiệt độ tụt xuống rất thấp (dưới 0 độ C) hoặc gặp băng tuyết sương giá, MP-40 dễ bị kẹt đạn. Trong thực tế chiến đấu, nhiều binh sĩ Đức đã bỏ khẩu MP-40 của họ để chuyển sang sử dụng những khẩu PPSh-41 của Liên Xô bị bắt được, do PPSh-41 vẫn hoạt động ổn định kể cả trong mùa đông khắc nghiệt
Nó cũng chỉ có duy nhất chế độ bắn là bắn liên thanh nên nhiều lính Đức cảm thấy khó để kiểm soát được tốc độ bắn súng ngay từ lần đầu tiên. Nhưng bù lại, lực giật của đạn 9mm là khá yếu nên tính chính xác của súng vẫn giữ ở mức độ khá cao mặc dù ở chế độ bắn hoàn toàn tự động. Trong khi đó, Thompson (Mỹ), Sten (Anh) hay PPSh-41 (Liên Xô) có nút chọn chế độ bắn với 2 chế độ bắn là tự động và bán tự động.

## Sau chiến tranh
Sau khi kết thúc Chiến tranh thế giới thứ hai thì những khẩu MP-40 còn lại trong các kho vũ khí của Đức Quốc Xã đều được được mang ra chiến đấu tiếp dưới dạng "chiến lợi phẩm". Nó được tương đối nhiều các lực lượng khác nhau trên thế giới sử dụng trong các trận chiến lớn sau Thế chiến thứ hai. Quân Pháp ở Đông Dương sử dụng khẩu tiểu liên này với số lượng tới hàng trăm nghìn khẩu (nhất là những lính đặc kích của Hải quân Pháp và rất nhiều lính dù Pháp) trong giai đoạn đầu cuộc chiến (từ 1946 đến 1951) này. Từ sau năm 1951, quân Pháp thay thế nó bằng MAT-49.
1. ↑  https://reaperfeed.com/mp40-versus-ppsh-41/

## Những phiên bản khác
- MP-40, M1929 Silencer

## Sử dụng
Trong Thế chiến II, quân kháng chiến và quân Đồng minh đôi khi tịch thu được những khẩu súng tiểu liên MP 40 để thay thế hoặc bổ sung vũ khí cho chính mình. MP 40 đã được nhiều nước trên thế giới sử dụng trong vài thập kỷ sau Thế chiến II trong các cuộc xung đột vũ trang. Một số tìm được đường vào các nhóm du kích như Việt Cộng hay du kích Châu Phi.
- Algérie Quân đội Giải phóng Quốc gia sử dụng MP 40 do Tiệp Khắc và Nam Tư cung cấp.
- Áo
- Bosnia và Herzegovina
- Bulgaria
- Phần Lan: Khoảng 160 khẩu súng tiểu liên MP 40 được chuyển giao cùng với xe Đức trong Chiến tranh Tiếp diễn ; sau chiến tranh, chúng được quản lý nhà tù sử dụng trước khi nghỉ hưu vào những năm 1970.
- Guatemala: MP-38/40 được cung cấp từ Tiệp Khắc vào năm 1954, vẫn được cảnh sát Guatemala dùng trong Nội chiến Guatemala.
- Pháp: Quân kháng chiến Pháp sử dụng súng thu được trong Thế chiến II. MP 40 cũng được Quân đội Pháp mang theo ở Đông Dương thuộc Pháp và Algérie thuộc Pháp, đặc biệt là lính dù.
- Liên bang Đông Dương: Sử bởi Binh đoàn Lê dương Pháp của Quân đội Pháp tịch thu từ trong tay quân Phát xít Đức
- Hy Lạp
- Guatemala: MP 38/40 được cung cấp năm 1954 từ Tiệp Khắc, vẫn phục vụ cho cảnh sát vào cuối Nội chiến Guatemala
- Hungary
- Indonesia
- Israel: Được sử dụng trong Chiến tranh Ả Rập-Israel 1948 và bởi Đơn vị 101 trước khi được thay thế bởi Uzi
- Iran: Được sử dụng với số lượng nhỏ bởi Lữ đoàn dù 55 và Vệ binh Hoàng gia Iran.
- Đức Quốc xã: Được sử dụng bởi Wehrmacht , quân cảnh, Gestapo , Waffen-SS , Volkssturm và Đoàn Thanh niên Hitler vào cuối chiến tranh.
- Thụy Sĩ
- Đế quốc Nhật Bản
- Hà Lan: Sau chiến tranh, được sử dụng bởi Quân đoàn tình nguyện Papuan trong tranh chấp Tây New Guinea.
- Na Uy
- Ba Lan: Những khẩu súng tiểu liên MP 40 tịch thu được từ quân nổi dậy Ba Lan sử dụng trong Thế chiến II.
- România
- Liên Xô : Những khẩu súng tiểu liên MP 40 thu được từ quân Phát xít Đức. Do quân du kích Liên Xô và Hồng quân Công-Nông dân sử dụng. Sau chiến tranh, Súng tiểu liên MP 40 cùng với các loại vũ khí khác được bán cho các nước khác trong Khối phía Đông và hổ trợ miễn phí cho Việt Nam sử dụng chống Thực dân Pháp xâm lược.
- Syria: Dùng để chống lại Israel
- Tây Ban Nha thời Franco: Sao chép thành Star Z-45.
- Tây Ban Nha: Được sao chép dưới dạng Star Model Z-45
- Nam Tư
- Croatia
- Thổ Nhĩ Kỳ
- Hoa Kỳ
- Việt Nam Cộng hòa: Được sử dụng bởi Lực lượng Bình dân Miền Nam Việt Nam
- Việt Nam Tịch thu được của Pháp, được dùng chủ yếu bởi du kích.
- Zimbabwe: Được sử dụng bởi ZIPRA và ZANLA .